# Taco Bell
Taco Bell je americký řetězec rychlého občerstvení. Vznikl v roce 1962 v Downey v Kalifornii. Jeho zakladatelem je podnikatel Glen Bell.

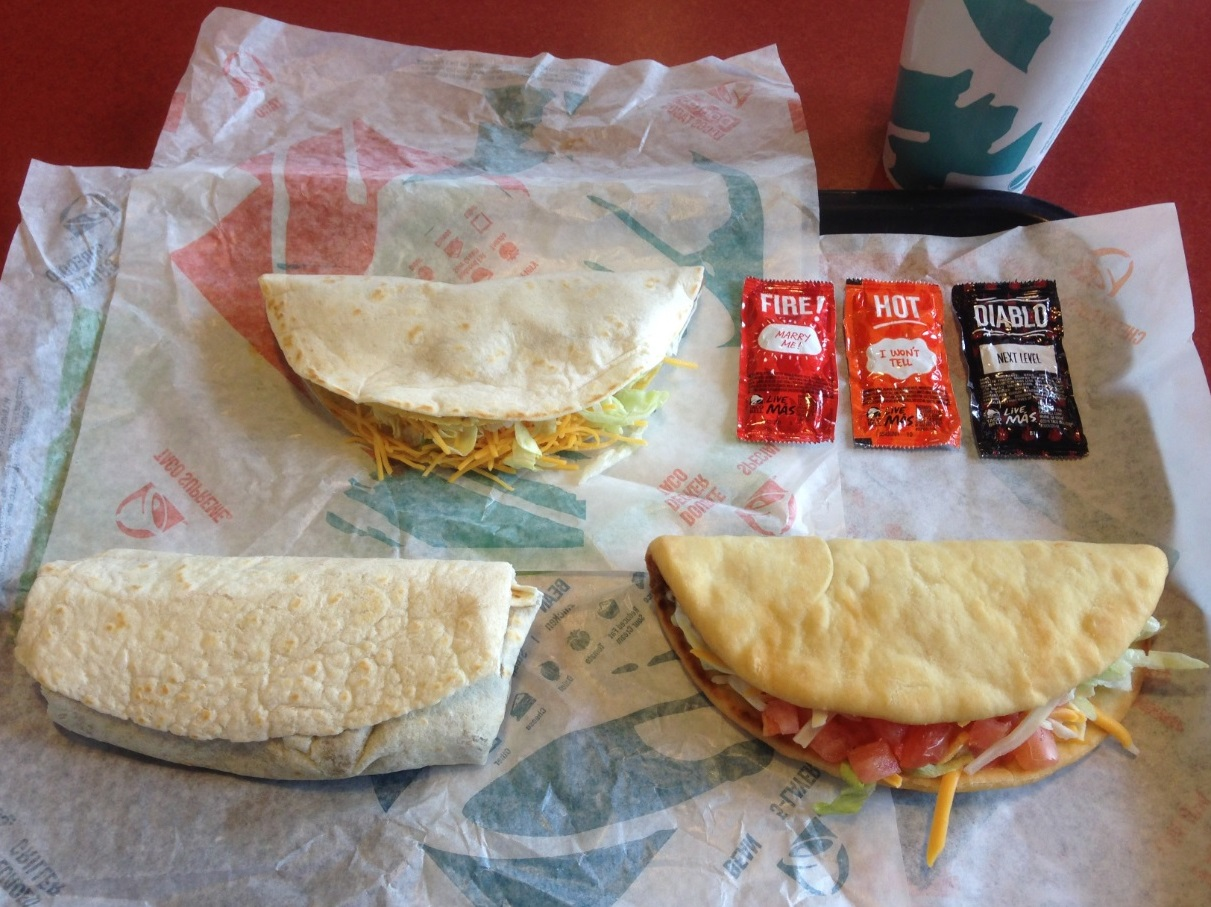
Objednávka v restauraci Taco Bell ve Spojených státech amerických

Zaměřuje se na pokrmy mexické kuchyně jako jsou tacos, burrito, quesadilla nebo nachos. V roce 1978 řetězec koupila společnost PepsiCo. K roku 2023 provozoval řetězec přes 8 212 restaurací, z nichž 94 % bylo vlastněno nezávislými franšízami.
Stejně jako ve většině zemí Evropy neprovozuje řetězec žádné pobočky ani v Česku. 